# HiRISE

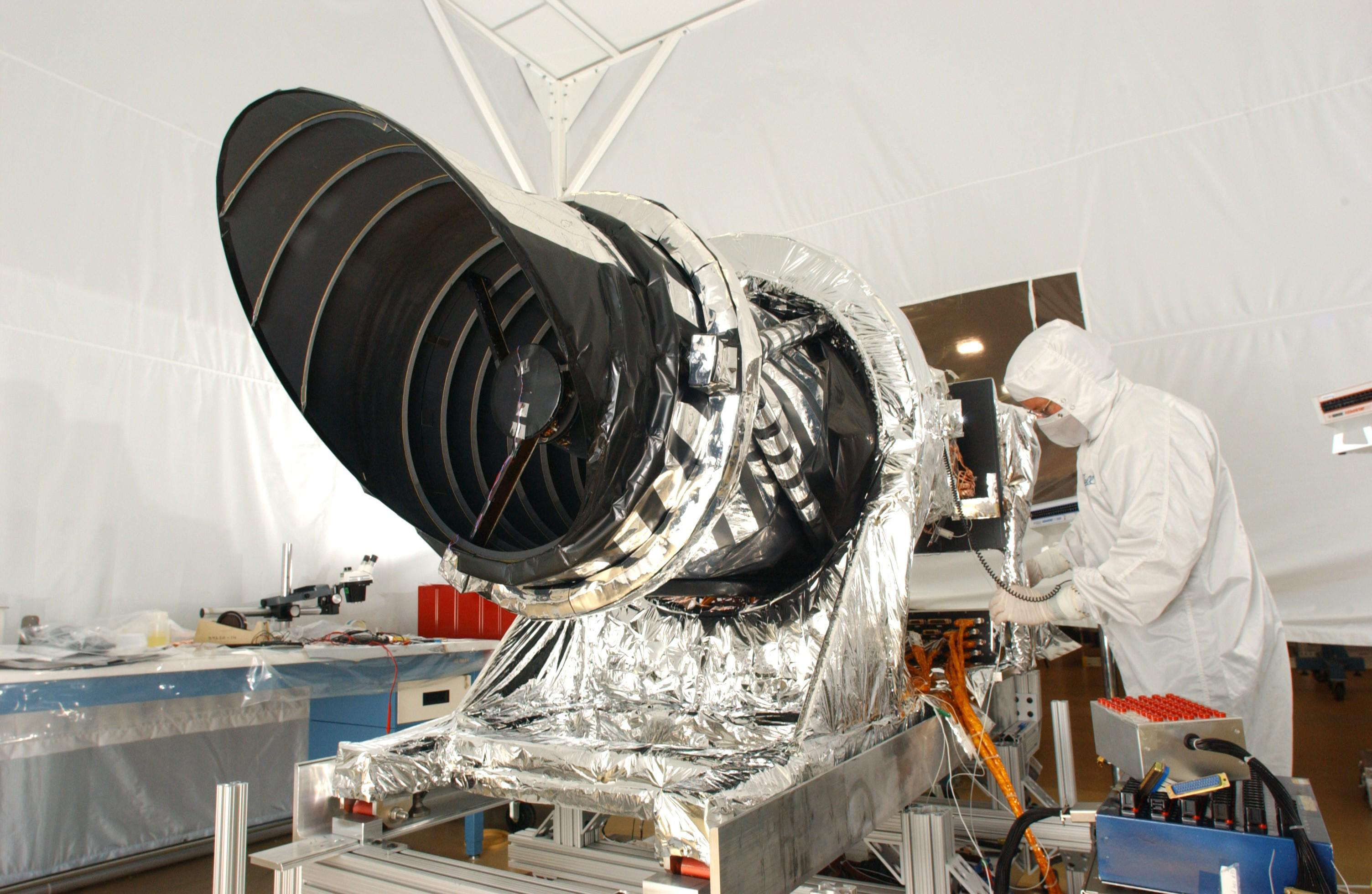
Un treballador prepara HiRISE abans de la seva col·locació sobre la sonda.

La High Resolution Imaging Science Experiment és una càmera situada a bord del Mars Reconnaissance Orbiter. Amb un pes de 65 kg, aquest instrument de 40 milions de dòlars va ser construït per Ball Aerospace & Technologies Corp sota la direcció del departament lunar i planetari de la Universitat d'Arizona.
Consisteix en un Telescopi reflector de 0,5 metres de diàmetre, el més gran de qualsevol missió interplanetària. Permet fotografiar amb una resolució per sobre dels 0,3 metres, diferenciant objectes d'1 metre de diàmetre (aproximadament una bola de platja).
HiRISE ha fotografiat els rovers de la superfície de Mart, incloent els encara funcionals Curiosity i Opportunity.